# Rokita (województwo zachodniopomorskie)
Rokita (do maja 1945 niem. Rackitt) – osada w Polsce położona w województwie zachodniopomorskim, w powiecie goleniowskim, w gminie Przybiernów, 4 km na wschód od Przybiernowa.
Wieś ulicówka, o luźnej zabudowie. W naturalistycznym parku eklektyczny pałac z początku XX w. (obecnie siedziba nadleśnictwa). Do pałacu prowadzi aleja lipowa. Na fasadach ryzality zwieńczone tympanonami, nad wejściem herb. Nadleśnictwo Rokita gospodaruje na terenie 20 262 ha, w tym powierzchnia leśna stanowi 18,9 tys. ha. Nadleśnictwo obejmuje swym zasięgiem 9 gmin województwa zachodniopomorskiego: Przybiernów, Golczewo, Wolin, Kamień Pomorski, Nowogard, Płoty, Stepnica, Świerzno.
W latach 1975–1998 miejscowość administracyjnie należała do województwa szczecińskiego. 
1 km na wschód stacja kolejowa Rokita na linii Szczecin-Świnoujście.

## Warto zobaczyć
- 3 km na południe rezerwat przyrody „Cisy Rokickie im. prof. Stanisława Króla”, leśny, o powierzchni 17,4 ha (utworzony 15.02.1988), z najliczniejszą w Polsce populacją cisa pospolitego (Taxus baccata – ponad 5000 okazów).

- 2 km na południe (0,4 km na zachód od drogi Rokita-rezerwat Cisy Rokickie), w polu, na skraju lasu, pomnik przyrody „Głaz Flemingów”, o obwodzie 14,1 m i wysokości 2,1 m.